# 注册信息系统审计师资格
注册信息系统审计师资格（英語：Certified Information Systems Auditor，简称）是由信息系统审计与控制协会（ISACA）授予的关于信息系统审计、信息安全和信息系统控制相关的知识及技能的国际认证。要通过此项认证需通过ISACA组织的考试。

## 历史
注册信息系统审计师资格是1978年设立的，设立的原因有：
1. 建立和维护能够用来评价个人进行信息系统审计的能力的工具
2. 提供促进信息系统审计师维护他们的技巧、监察他们的成果的项目
3. 向管理人员提供帮助他们选择人员和人员发展的协助

第一次注册信息系统审计师资格考试是1981年进行的，自此以来其注册数目日益提高。2009年七万多名人员通过考试。
美國國家標準協會认可注册信息系统审计师资格。它也是美国国防部信息安全技术少数认可的资格之一。

## 条件
获得注册信息系统审计师资格的人必须通过考试，同意遵守信息系统审计与控制协会的职业道德准则，提供至少已经参加五年信息系统审计、检查或者安全工作的证明，并保证继续不断参加职业培训。
以下条件可以取代上面的部分条件：
- 顶多一年信息系统工作经验或者一年财政或者审计操作工作经验可以取代一年信息系统审计、监察或者安全工作经验。
- 60或者120大学学期小时数可以相应取代一年或者两年信息系统审计、监察或者安全工作经验。
- 两年全职在大学里教授相应的领域课程（计算机科学、会计学、信息系统审查）可以取代一年信息系统审计、监察或者安全工作经验。

### 考试
考题由200个单项选择题组成，考试时间为四小时。参加考试的人每个问题的得分累积换算成一个分数，这个分数在200到800分之间。800分说明考生正确回答了所有问题，200分是最低分，说明考生只答对了少部分问题。合格线为450分。2011年的考题分以下六个部分：
- 信息系统审计过程
- 信息技术治理
- 系统和基础架构生命周期
- 信息技术服务交付与支持
- 信息财产保护
- 业务连贯性和灾难恢复

信息系统审计师考试于每年六月和十二月举行两次，在全球超过200个考场，考生可在12种语言中选择一种参加考试。